# Expedició 40
L'Expedició 40 va ser la 40a estada de llarga durada a l'Estació Espacial Internacional.

## Tripulació
| Posició           | Primera Part (Maig del 2014)                | Segona Part (Maig del 2014 a setembre de 2014) |
| ----------------- | ------------------------------------------- | ---------------------------------------------- |
| Comandant         | Aleksandr Skvortsov, RSA Segon vol espacial | Aleksandr Skvortsov, RSA Segon vol espacial    |
| Enginyer de vol 1 | Oleg Artémiev, RSA Primer vol espacial      | Oleg Artémiev, RSA Primer vol espacial         |
| Enginyer de vol 2 | Steven R. Swanson, NASA Tercer vol espacial | Steven R. Swanson, NASA Tercer vol espacial    |
| Enginyer de vol 3 |                                             | Gregory R. Wiseman, NASA Primer vol espacial   |
| Enginyer de vol 4 |                                             | Maksim Suràiev, RSA Segon vol espacial         |
| Enginyer de vol 5 |                                             | Alexander Gerst, ESA Primer vol espacial       |

FontESA